# Холл, Конрад
Конрад Холл (англ. Conrad L. Hall; 21 июня 1926, Папеэте — 4 января 2003, Санта-Моника) — американский кинооператор, один из ведущих мастеров Голливуда. Член Американского общества кинематографистов. Трижды становился лауреатом премий «Оскар» и BAFTA. Один из шести кинооператоров, чью звезду можно найти на Голливудской аллее славы.

## Биография и творчество
Родился 21 июня 1926 года в городе Папеэте на Таити. Сын писателя Джеймса Нормана Холла, автора трилогии о Баунти, который после Первой мировой войны жил и писал на Таити (где в настоящее время действует его мемориальный музей). Жена Джеймса и мать Конрада была наполовину полинезийкой. Конрад, названный в честь Джозефа Конрада, собирался изучать журналистику в Университете Южной Калифорнии, но вскоре перешел в университетскую киношколу, которую и закончил в 1949 году. Работал в документальном кино и на телевидении, в том числе — с мастером хоррора Лесли Стивенсом, с которым снял телесериал «За гранью возможного» (1963—1965) и ставший культовым фильм «Инкуб» (1965). В дальнейшем работал для крупных кинокомпаний.
В общей сложности снял свыше 40 фильмов, многие из которых получили престижные премии. В числе прочего, был одним из операторов картины Льюиса Майлстоуна «Мятеж на Баунти» (1962), снятой по роману его отца.
Умер от рака мочевого пузыря в 2003 году.
Сын — кинооператор Конрад У. Холл (род. в 1958).

## Избранная фильмография
| Год       |   | Русское название             | Оригинальное название              | Роль                            |
| --------- | - | ---------------------------- | ---------------------------------- | ------------------------------- |
| 1955      | ф | К востоку от рая             | East Of Eden                       | помощник оператора              |
| 1960      | ф | Приключения Гекльберри Финна | The Adventures of Huckleberry Finn | помощник оператора              |
| 1962      | ф | Мятеж на Баунти              | Mutiny on the Bounty               | помощник оператора              |
| 1963—1964 | с | За гранью возможного         | The Outer Limits                   | оператор (15 серий)             |
| 1965      | ф | Моритури                     | Morituri                           | оператор                        |
| 1966      | ф | Профессионалы                | The Professionals                  | оператор                        |
| 1966      | ф | Инкуб                        | Incubus                            | оператор                        |
| 1966      | ф | Харпер                       | Harper                             | оператор                        |
| 1967      | ф | Хладнокровное убийство       | In Cold Blood                      | оператор                        |
| 1967      | ф | Хладнокровный Люк            | Cool Hand Luke                     | оператор                        |
| 1968      | ф | Ад на Тихом океане           | Hell in the Pacific                | оператор                        |
| 1969      | ф | Буч Кэссиди и Сандэнс Кид    | Butch Cassidy and the Sundance Kid | оператор                        |
| 1969      | ф | Счастливый конец             | The Happy Ending                   | оператор                        |
| 1972      | ф | Жирный город                 | Fat City                           | оператор                        |
| 1975      | ф | Улыбка                       | Smile                              | оператор                        |
| 1975      | ф | День саранчи                 | The Day of the Locust              | оператор                        |
| 1976      | ф | Марафонец                    | Marathon Man                       | оператор                        |
| 1987      | ф | Чёрная вдова                 | Black Widow                        | оператор                        |
| 1988      | ф | Пьяный рассвет               | Tequila Sunrise                    | оператор                        |
| 1991      | ф | Коллективный иск             | Class Action                       | оператор                        |
| 1992      | ф | Дженнифер-восемь             | Jennifer Eight                     | оператор                        |
| 1993      | ф | В поисках Бобби Фишера       | Searching for Bobby Fischer        | оператор                        |
| 1994      | ф | Любовная история             | Love Affair                        | оператор                        |
| 1998      | ф | Без границ                   | Without Limits                     | оператор                        |
| 1998      | ф | Гражданский иск              | A Civil Action                     | оператор                        |
| 1999      | ф | Сонная лощина                | Sleepy Hollow                      | оператор на съёмках в Нью-Йорке |
| 2000      | ф | Красота по-американски       | American Beauty                    | оператор                        |
| 2002      | ф | Проклятый путь               | Road to Perdition                  | оператор                        |

## Награды и номинации
Полный список наград и номинаций на сайте IMDb
| - Премия «Оскар» за лучшую операторскую работу - Номинировался в 1966 году за фильм «Моритури» - Номинировался в 1967 году за фильм «Профессионалы» - Номинировался в 1968 году за фильм «Хладнокровное убийство» - Лауреат 1970 года за фильм «Буч Кэссиди и Сандэнс Кид» - Номинировался в 1976 году за фильм «День саранчи» - Номинировался в 1989 году за фильм «Пьяный рассвет» - Номинировался в 1994 году за фильм «В поисках Бобби Фишера» - Номинировался в 1999 году за фильм «Гражданский иск» - Лауреат 2000 года за фильм «Красота по-американски» - Лауреат 2003 года за фильм «Проклятый путь» (посмертно) - Премия BAFTA за лучшую операторскую работу - Лауреат 1971 года за фильм «Буч Кэссиди и Сандэнс Кид» - Лауреат 2000 года за фильм «Красота по-американски» - Лауреат 2003 года за фильм «Проклятый путь» | - Премия «Спутник» за лучшую операторскую работу - Номинировался в 2000 году за фильм «Красота по-американски» - Лауреат 2003 года за фильм «Проклятый путь» - Премия Американского общества кинооператоров - Лауреат 1989 года за фильм «Пьяный рассвет» - Лауреат 1994 года за фильм «В поисках Бобби Фишера» - Номинировался в 1995 году за фильм «Любовная история» - Лауреат 2000 года за фильм «Красота по-американски» - Лауреат 2003 года за фильм «Проклятый путь» - Премия Британского общества кинооператоров - Номинировался в 1976 году за фильм «Марафонец» - Лауреат 2000 года за фильм «Красота по-американски» - Лауреат 2002 года за фильм «Проклятый путь» - Международный фестиваль искусства кинооператоров «Camerimage» - Бронзовая лягушка 1994 года за фильм «В поисках Бобби Фишера» - Золотая лягушка 2002 года за фильм «Проклятый путь» |